# Maison d'assemblée

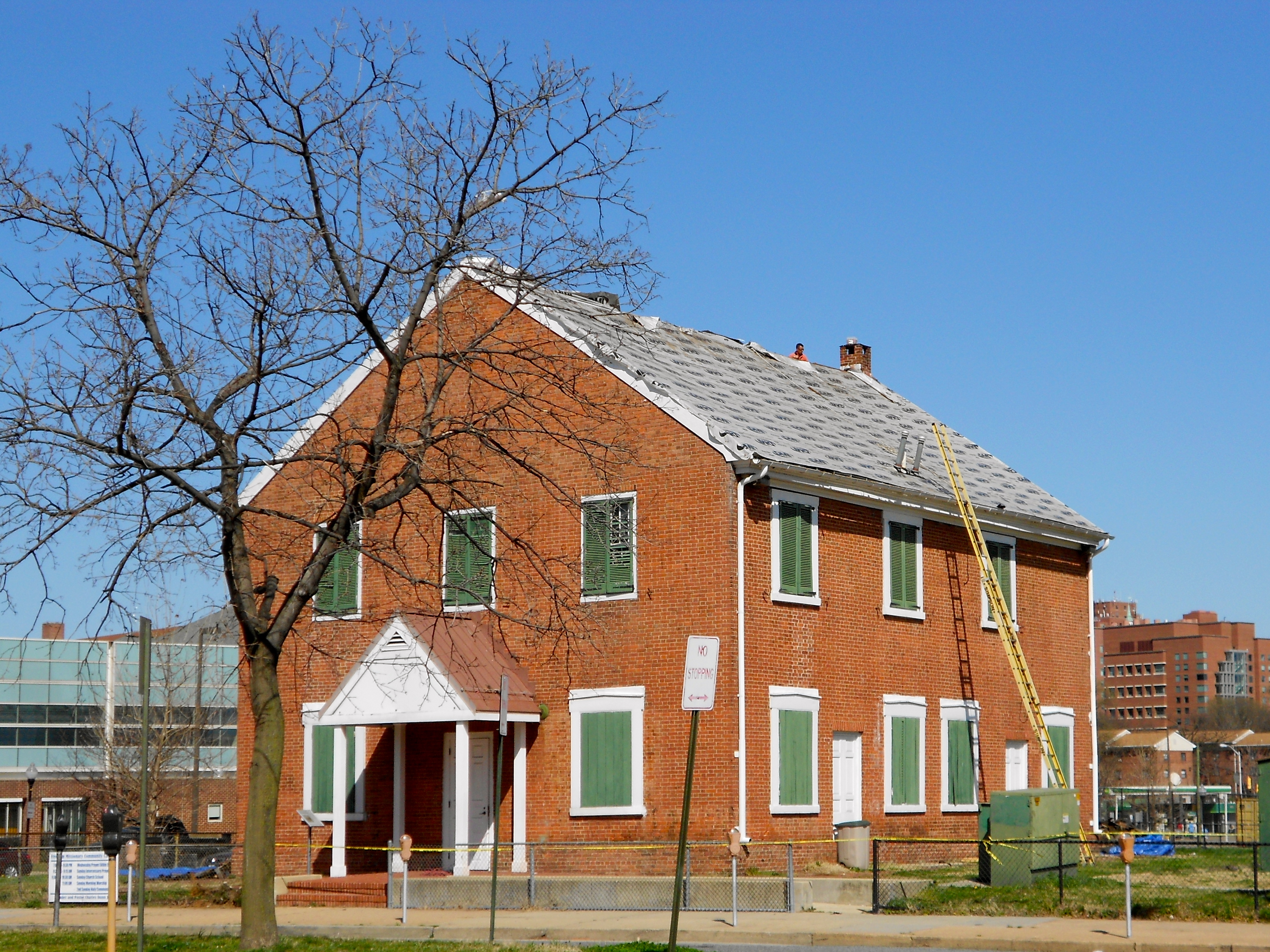
Mitaine Old Town Friends à Baltimore

Une maison d'assemblée ou mitaine (en anglais : meeting house, meetinghouse, meeting-house" ou "meeting hall") est un bâtiment où ont principalement lieu des réunions religieuses, particulièrement de culte protestant. La mitaine se distingue de la chapelle par son usage n'étant pas exclusif au culte religieux, alors qu'on y tient aussi des réunions publiques ou civiques.

## Étymologie
Le mot « mitaine » est introduit dans le langage québécois par francisation de meeting house, au contact des Canadiens français convertis au protestantisme évangélique par l'entremise de missionnaires protestants venus de Suisse, de France, du Royaume-Uni et des États-Unis.